# نبرد ماین ران
نبرد ماین ران (انگلیسی: Battle of Mine Run) نبردی است از مجموعه جنگ داخلی آمریکا که از ۲۷ نوامبر تا ۲ دسامبر سال ۱۸۶۳ به طول انجامید